# Andrzej Kieruzalski
Andrzej Kieruzalski ps. „Flis”, „Andrzej Flis”, „Flisak” (ur. 27 sierpnia 1928 w Warszawie, zm. 3 maja 2017 tamże) – polski plastyk, lalkarz, chórmistrz, inscenizator i reżyser; pedagog, instruktor harcerski w stopniu harcmistrza, kierownik artystyczny zespołu „Gawęda”, jeden z pierwszych kawalerów Orderu Uśmiechu i laureat Nagrody m.st. Warszawy dla zasłużonych w dziedzinie upowszechniania kultury.

## Życiorys

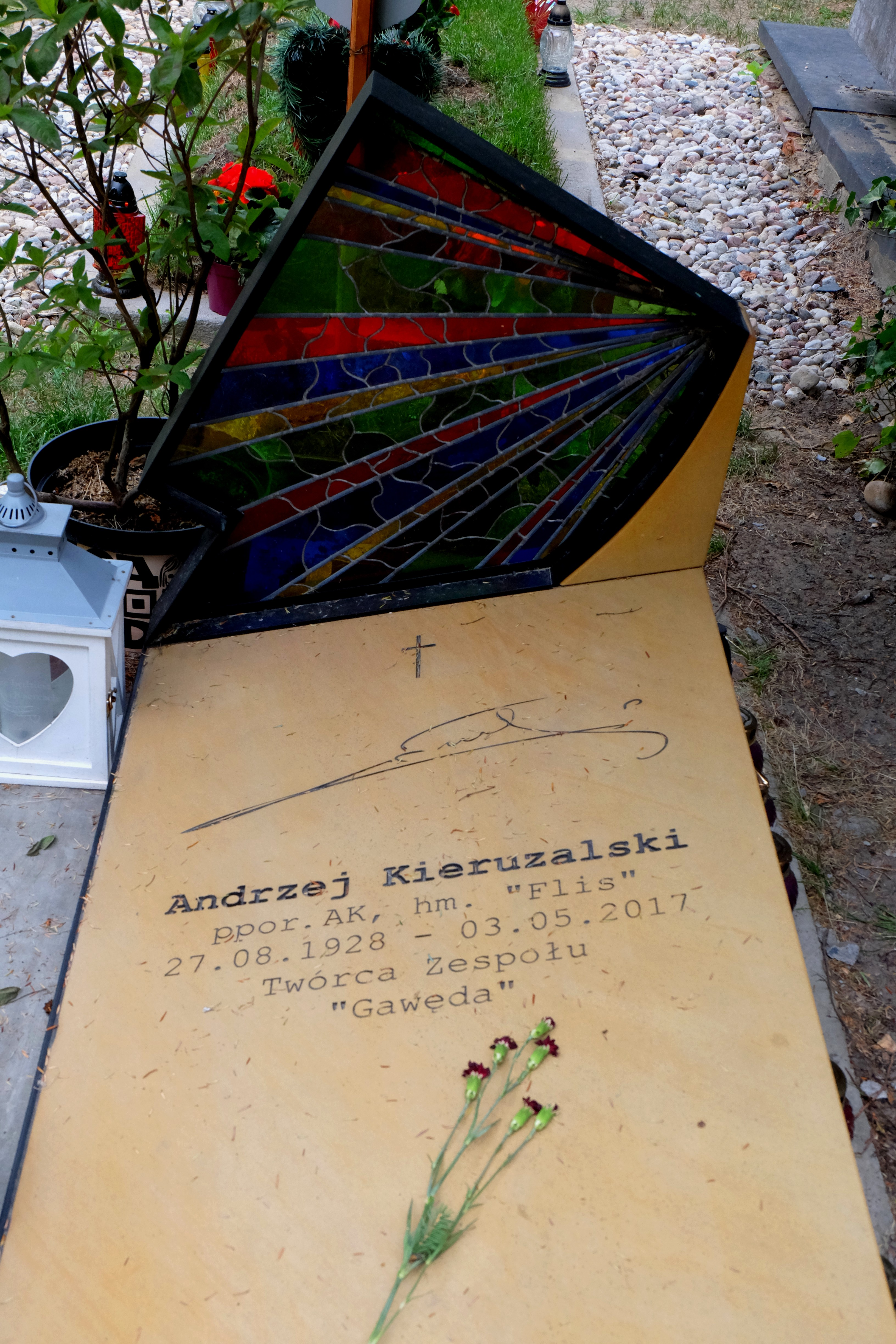
Grób Andrzeja Kieruzalskiego na Cmentarzu Wojskowym na Powązkach w Warszawie

Urodził się 27 sierpnia 1928 roku na warszawskim Grochowie. Tutaj ukończył szkołę podstawową przy ul. Kordeckiego oraz liceum przy ul. Zbaraskiej. Przed II wojną światową był zuchem w 22 Warszawskiej Drużynie Harcerskiej na warszawskim Grochowie. W pierwszych miesiącach wojny zmarł jego ojciec, więc Andrzej jako 11-latek pozostał sam z mamą. W czasie okupacji organizował teatrzyki kukiełkowe dla młodszych dzieci „Mara” i „Skrzat”. Teatrzyk działał nawet podczas powstania warszawskiego, w którym Andrzej Kieruzalski, żołnierz Szarych Szeregów, brał udział. W Szarych Szeregach był patrolowym patrolu „Orłów”, p.o. drużynowym 19 Drużyny „Zawiszy”, kronikarzem Roju „Orły Podolskie” (prasko-grochowskiego hufca „Zawiszy”). W październiku 1944 roku ponownie w macierzystej 22 WDH, był jej drużynowym. W 1946 roku członek komendy Hufca Harcerzy Praga.
Za swe zasługi otrzymał Warszawski Krzyż Powstańczy, dwukrotnie Krzyż Armii Krajowej (Londyn, Warszawa) a także decyzją Prezydenta RP Lecha Wałęsy Krzyż Komandorski Orderu „Odrodzenia Polski” w 1993 roku.
Po wojnie wstąpił w szeregi Chóru Centralnego Zespołu Artystycznego Związku Harcerstwa Polskiego, kierowanego przez Władysława Skoraczewskiego. Tu poznał swoją późniejszą żonę Barbarę i blisko zaprzyjaźnił się ze Skoraczewskim, który trzymał nawet do chrztu jedynego syna Andrzeja i Barbary – Błażeja.
W 1956 roku ukończył studia na Wydziale Architektury Wnętrz Akademii Sztuk Pięknych w Warszawie. Był autorem filmów animowanych, m.in. o tematyce medycznej, projektów architektonicznych, a także ilustracji do płyt. Był także twórcą wielkiej makiety kolejki w skali H0, która przez wiele lat stała w Centralnej Składnicy Harcerskiej przy ul. Marszałkowskiej w Warszawie. Razem ze swoim przyjacielem ze studiów, a późniejszym współpracownikiem Romanem Huszczo, napisał dwie książki: Z kukiełką w plecaku (Warszawa 1959) i Nasz najpiękniejszy obóz (Warszawa 1960). W latach 60. był mistrzem Warszawy i wicemistrzem Polski w rajdach samochodowych.
Po rozwiązaniu ZHP 13 października 1952 roku za namową hm. Stefana Wyrobka założył w Domu Harcerza na Pradze (przy ul. Siedleckiej 39) teatrzyk kukiełkowy „Gawęda”, z którego powstała później 170 WDH im. Stanisława Wyspiańskiego, a następnie Zespół Artystyczny ZHP „Gawęda” im. hm. Barbary Kieruzalskiej. Do końca był jego dyrektorem artystycznym. W latach pięćdziesiątych XX wieku zaproponował Pałacowi Młodzieży w Warszawie autorski program rozwoju dziewcząt i chłopców przez taniec, śpiew i teatr. Zarażał swoim pomysłem najlepszych pedagogów, muzyków, plastyków, autorów tekstów i choreografów. Z zespołem współpracowali znani polscy twórcy, tacy jak pisarka Wanda Chotomska, kompozytor Włodzimierz Korcz, reżyser Krzysztof Gradowski, scenograf Adam Kilian oraz choreografowie Zofia Rudnicka i Witold Gruca.
Jako pierwszy w Polsce stworzył i wystawił z wychowankami dziecięcy musical Rezerwat. Należał do twórców programów jubileuszowych zespołu, Pałacu Młodzieży, Chorągwi Stołecznej ZHP, obchodów Dnia Dziecka, festynów i pikników rodzinnych. Zmarł w Warszawie 3 maja 2017 roku. Pochowany na Cmentarzu Wojskowym na Powązkach (kwatera A 33, rząd 3, grób 13). Jego jedyny syn Błażej zmarł w 2020 (ur. 1950).

## Ordery i odznaczenia
- Krzyż Komandorski Orderu Odrodzenia Polski – 1993
- Krzyż Oficerski Orderu Odrodzenia Polski – 1983
- Medal Wojska po raz 1 i 2 – 1948
- Krzyż Armii Krajowej (w Londynie i Warszawie) – 1974
- Warszawski Krzyż Powstańczy – 1984
- Złoty Krzyż Zasługi – 1971
- Srebrny Krzyż Zasługi – 1959
- Medal 40-lecia Polski Ludowej – 1984
- Medal Zwycięstwa i Wolności 1945 – 1945
- Medal Komisji Edukacji Narodowej – 1976
- Krzyż „Za Zasługi dla ZHP” – 1969
- Złota Odznaka Honorowa Towarzystwa Polonia – 1987
- Order Uśmiechu – 1969
- Odznaka „Zasłużony Działacz Kultury” – 1964
- Złota Odznaka honorowa „Za Zasługi dla Warszawy” – 1978
- Srebrne Odznaka honorowa „Za Zasługi dla Warszawy” – 1971
- Odznaka „Za Zasługi dla Kielecczyzny” – 1976
- Odznaka Honorowa NFOZ – 1977
- Medal za Wybitne Osiągnięcia w Pracy Wychowawczej – 1977
- Odznaka Honorowa Miasta Rzymu – 1981
- Nagroda Ministra Edukacji Narodowej – 1992
- Nagroda m.st. Warszawy dla zasłużonych w dziedzinie upowszechniania kultury – 1972